# 卫安王
卫安王，中国古代封爵之一。

## 元朝
封地在今河南省境内，为金印驼纽王。
- 完泽，蒙哥第三子玉龙答失次子，大德九年（1305年）封，至大三年（1310年）进封卫王。